# Le Châtiment de Tityos
Le Châtiment de Tityos est un dessin à la pierre noire exécuté par Michel-Ange vers 1532. Il est conservé à la bibliothèque royale du château de Windsor. Cette œuvre représente une scène de la mythologie grecque : le supplice du Géant Tityos, frappé par la foudre de Zeus et condamné à avoir le foie éternellement rongé par deux vautours dans le Tartare.
Le Châtiment de Tityos fait partie des « dessins de présentation » offerts par l'artiste à Tommaso dei Cavalieri, que Michel-Ange a rencontré pour la première fois au cours de la même année : 1532.

## Signification
Le poète latin Lucrèce a donné une interprétation du mythe de Tityos dans le livre III de son De natura rerum : Tityos toujours lacéré ne serait qu'une image fantasmée de « l'homme dans l'amour gisant, lacéré par ses vautours, les angoisses dévorantes, ou celui que déchirent les affres d'autres passions ». Ce tourment voué à l'éternité, tout comme la fonction symbolique du foie en tant que « siège des passions », incite à déceler dans ce thème une allégorie de la passion de Michel-Ange pour Tommaso dei Cavalieri.
Le destinataire de ce dessin, Tommaso dei Cavalieri, est un jeune noble romain que Michel-Ange a rencontré en 1532 et qui est resté proche de lui jusqu'à la mort de l'artiste, en 1564. La relation entre les deux hommes se caractérise notamment par les nombreuses lettres de Michel-Ange à Cavalieri et par les quelque 30 sonnets qu'il lui a dédiés, déclarant au jeune homme l'« amour incommensurable » qu'il lui voue et jouant sur son patronyme pour lui avouer : « Je suis tenu captif par un Cavalier armé ».
Michel-Ange a adressé à Cavalieri quatre dessins de la période 1532-1533, que Johannes Wilde (en) a qualifiés de « dessins de présentation ». Il s'agit d'un nouveau type de dessins, achevés et destinés à être offerts en cadeaux, et non pas d'esquisses ou d'études. Ils ont été hautement appréciés par Cavalieri, qui a regretté par la suite d'en avoir montré quelques-uns à des membres de la Curie romaine,. Giorgio Vasari a insisté sur leur originalité. Leur signification n'est pas établie avec certitude, même si leur sous-entendu amoureux est généralement admis.

## Les autres dessins
Les trois autres dessins de 1532-1533 offerts à Cavalieri sont les suivants :

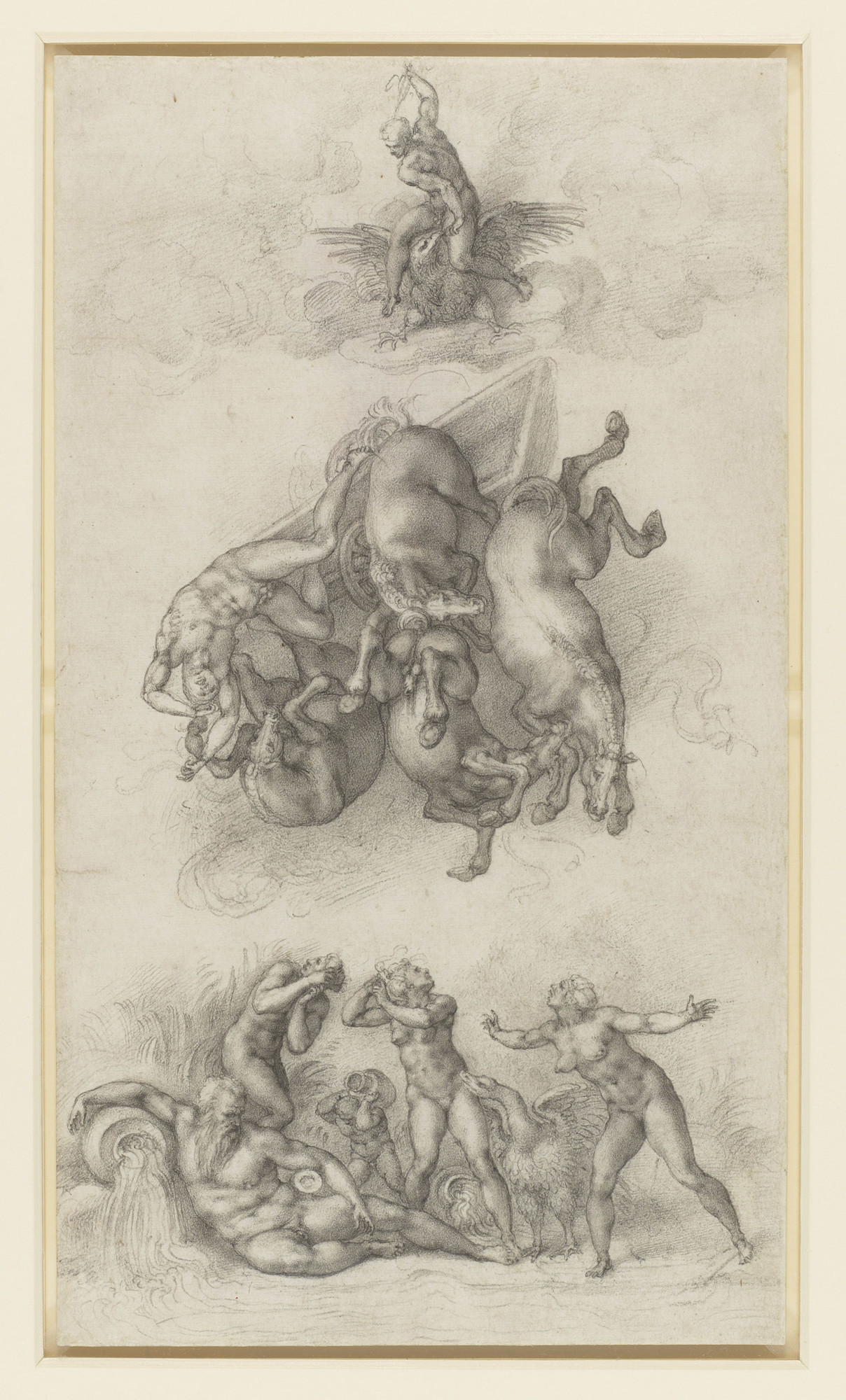
Chute de Phaéton
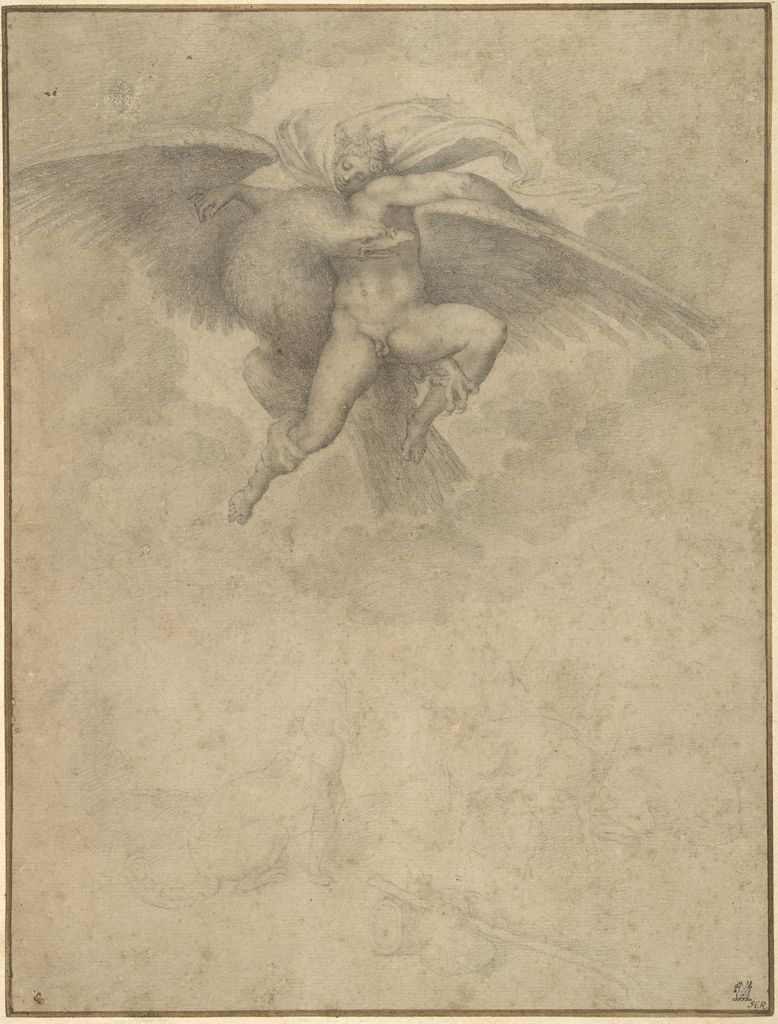
L'Enlèvement de Ganymède, copie d'après l'original (perdu)
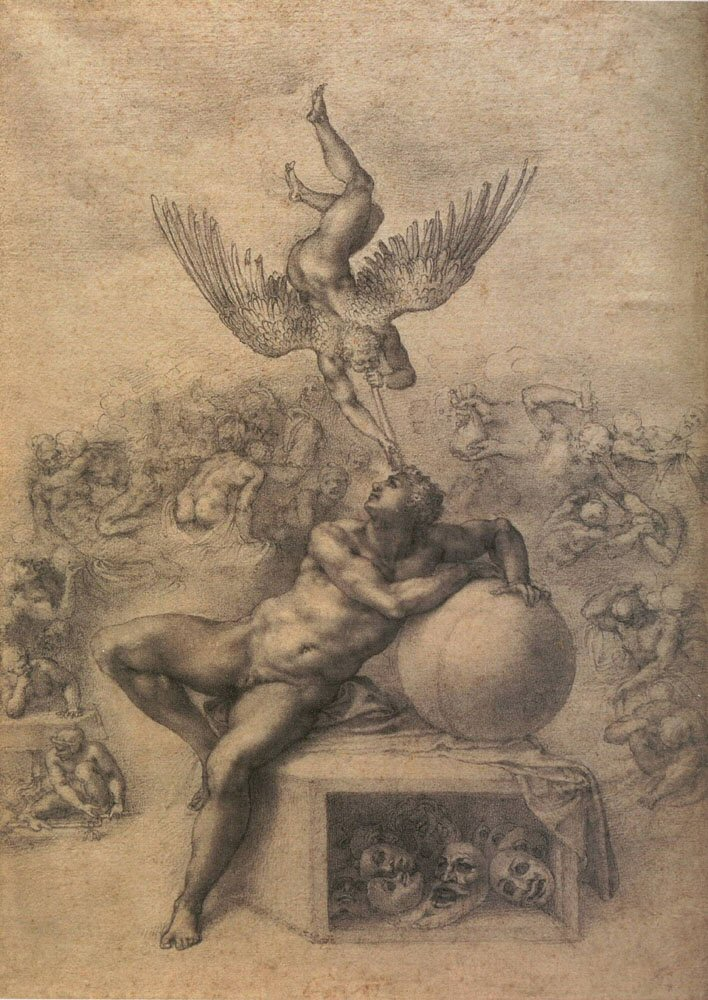
Le Rêve de la vie humaine

Ces trois œuvres se prêtent à une même interprétation que le Tityos, notamment avec le thème de l'enlèvement de Ganymède par Zeus, amoureux du jeune échanson et métamorphosé en aigle pour l'emmener vivre auprès de lui sur le mont Olympe. Ganymède pourrait alors représenter Cavalieri, et Zeus, l'artiste célèbre et vieillissant.
Il est possible que Michel-Ange ait utilisé ces dessins, en plus de ses lettres et de ses sonnets, pour exprimer sa passion amoureuse tout en tenant compte des interdits religieux et sociaux de son temps, quand bien même il existait à Florence une importante communauté homosexuelle. Il avait déjà fait l'objet de multiples accusations concernant ses rapports avec d'autres jeunes gens.
Ces dessins correspondent également à une finalité d'enseignement, car Giorgio Vasari souligne que Tommaso dei Cavalieri, à cette époque, « apprenait à dessiner ». De plus, au verso du Tityos, le personnage a été redessiné en une représentation du Christ ressuscité. On pensait à l'origine que Michel-Ange en était l'auteur mais certains chercheurs estiment désormais que ce Christ ressuscité a été achevé par Cavalieri à titre d'exercice de dessin. La main de Cavalieri a été identifiée grâce à la découverte de plusieurs de ses dessins, y compris une copie de la Chute de Phaéton.
Cet aspect didactique semble confirmé par le fait que, dans ces quatre « dessins de présentation » (Tityos, Ganymède, Chute de Phaéton et Le Rêve), la figure principale est orientée selon des directions différentes. Par exemple, Tityos a le visage tourné vers le bas et la gauche, tandis que le personnage du Rêve redresse la tête vers le haut à droite. Ganymède s'élève à la verticale tandis que Phaéton tombe la tête la première. Ces quatre dessins  montrent le corps face aux quatre directions cardinales, comme pour indiquer à Cavalieri comment représenter le nu masculin dans différentes positions de base.